# Marta Silva
Marta Sofia Martins da Silva Trindade (Lisboa, 25 de setembro de 1979), geralmente conhecida como Marta Silva, é arquiteta de profissão e é uma política portuguesa. Atualmente, desempenha as funções de deputada à Assembleia da República e vice-presidente da direção nacional do CHEGA. Em 2021, foi candidata à presidência da Câmara Municipal do Barreiro. Na XV legislatura, quando o partido se tornou a terceira força nacional, desempenhou o papel de assessora política no grupo parlamentar.

## Atividade política no CHEGA
Na III Convenção Nacional do Partido, foi convidada pelo presidente do partido, André Ventura, para integrar a sua direção nacional como vice-presidente.
Nesse mesmo ano, acabou sendo convidada para integrar a coordenação autárquica do partido com o seu colega de direção, Pedro Frazão, tornando-se coordenadora autárquica nacional do partido.
Nas eleições autárquicas de 2021, foi candidata à presidência da Câmara Municipal do Barreiro arrecadando 4,28% dos votos. Esta foi a primeira vez que o partido se candidatou no Barreiro.
Nas eleições legislativas de 2022, o presidente do CHEGA confirmou que seria a primeira mulher candidata da lista do partido a integrar a lista à Assembleia da República pelo círculo eleitoral do Porto. Não tendo sido eleita, foi posteriormente convidada para integrar o grupo parlamentar como assessora política.
Após a sua eleição como vice-presidente do partido na III Convenção Nacional, foi sistematicamente reeleita nas convenções nacionais seguintes, IV, V e VI, após convite de André Ventura, para ser uma das suas vice-presidentes da direção nacional.
Em entrevista ao jornal Expresso, assumiu que a imigração era um fator para o aumento das rendas das casas: "A imigração contribui muito para o aumento das rendas".
Em janeiro de 2024, André Ventura indicou que seria a primeira mulher na lista à Assembleia da República nas eleições legislativas de 2024, pelo círculo eleitoral de Lisboa, lugar antes ocupado pela deputada Rita Matias.

## Deputada à Assembleia da República

### XVI Legislatura
A 10 de março de 2024, Marta Silva foi eleita deputada à Assembleia da República pelo CHEGA, pelo círculo eleitoral de Lisboa. Foi indicada em abril de 2024, por André Ventura que seria vice-presidente da bancada parlamentar do partido.

## Resultados eleitorais

### Eleições legislativas
| Data | Partido | Partido | Circulo eleitoral | Posição     | Cl.     | Votos          | %             | +/-     | Deputados | +/-    | Status     | Notas                    |
| ---- | ------- | ------- | ----------------- | ----------- | ------- | -------------- | ------------- | ------- | --------- | ------ | ---------- | ------------------------ |
| 2022 |         | CH      | Porto             | 3.º (em 40) | 5.º     | 42 998         | 4,37 / 100,00 | 3,76    | 2 / 40    | 2      | Não eleita | Vice-Presidente do CHEGA |
| 2024 | Lisboa  | CH      | 3.º (em 48)       | 3.º         | 224 526 | 17,02 / 100,00 | 9,25          | 9 / 48  | 5         | Eleita |            | Vice-Presidente do CHEGA |
| 2025 | Lisboa  | CH      | 3.º (em 48)       | 3.º         | 265 718 | 20,87 / 100,00 | 3,85          | 11 / 48 | 2         | Eleita |            | Vice-Presidente do CHEGA |